# ローラ・ブラニガン
ローラ・ブラニガン（Laura Branigan、1952年7月3日 - 2004年8月26日）は、アメリカ合衆国ニューヨーク州ブリュースター出身の女性歌手。

## 略歴
アイルランド系の両親（父ジェームスと母キャスリーン）の間に生まれ、姉妹が2人、弟が1人いる。なお、祖母はオペラ歌手、母はラジオ局専属の歌手であった。高校時代に学校でミュージカルの主役を演じたことがきっかけで、卒業後はマンハッタンに移り住み、アメリカン・アカデミー・オブ・ドラマティック・アーツに通い始める。当時、Meadowというバンドでボーカルを担当し、1973年にはアルバム『フレンドシップ』を発表している。1970年代後半、レナード・コーエンのヨーロッパ・ツアーにバック・ボーカルの一員として参加したことを契機に、1979年にアトランティック・レコードと契約し1982年、アルバム『グロリア』でデビュー。同アルバムからシングルカットされた「グロリア」、また1983年にはセカンド・アルバムからのシングル「哀しみのソリテアー」が大ヒットする。1984年には彼女の最大のヒット作となるアルバム『セルフ・コントロール』が発表され、西ドイツ、アルゼンチンなど多くの国で第1位に輝く。同年4月、シングル曲「ラッキー・ワン」が第13回東京音楽祭にてグランプリを受賞した。また、シングルカットされたアルバム・タイトル曲「セルフ・コントロール」のプロモーションビデオは、その過激な内容からアメリカのMTVで放送禁止とされた（のちに解禁された）。硬質なビブラートのかかる5オクターブのパワフルな歌声と、大柄な体格を生かしたダイナミックなステージ・アクションで人気を博し、世界各地をツアーしてコンサートを行ったが、特にラテン・アメリカ、南アフリカでの人気は絶大だった。また、もともとバーブラ・ストライサンドに憧れてミュージカルを志していたこともあり、映画やテレビドラマ等の出演作も多数ある。
1993年にアルバムを発表した後、1978年に結婚した弁護士の夫のラリーが結腸癌を患い、彼の看病に時間を費やすため活動を減らし、1996年に夫が他界した後は数年間活動を休止した。ショーを時々開催するなどして徐々に活動を広げ、2001年からはレコーディングにも取り組み始めたが、同年6月にニューヨーク郊外の自宅で藤をつる作業中にハシゴから転落し両大腿骨を骨折し、本格的な復帰が遅れる。翌2002年に音楽活動を再開し、オフ・ブロードウェイでのミュージカル『Love, Janis』にジャニス・ジョプリン（の歌唱）役で出演したり、アルバムのレコーディングを進めたりしていたが、2004年8月26日自宅にて脳動脈瘤により死去。52歳であった。なお、親しい友人達の話によると、死の数日前から頭痛を訴えていたが、夫の死から医療への不信を抱いており医者にかかることを拒んでいたとのことである。彼女の遺灰は、ロングアイランド湾に散骨された。

## ディスコグラフィ

### スタジオ・アルバム
- 『グロリア』 - Branigan (1982年)
- 『哀しみのソリテアー』 - Branigan 2 (1983年)
- 『セルフ・コントロール』 - Self Control (1984年)
- 『ホールド・ミー』 - Hold Me (1985年)
- 『タッチ』 - Touch (1987年)
- 『ローラ・ブラニガン』 - Laura Branigan (1990年)
- 『オーヴァー・マイ・ハート』 - Over My Heart (1993年)

### シングル
- "Fool's Affair"/"When" (1980年)
- "Looking Out for Number One" (1981年)
- "All Night with Me" (1982年)
- 「グロリア」 - "Gloria" (1982年)
- 「哀しみのソリテアー」 - "Solitaire" (1983年)
- 「愛を知って」 - "How Am I Supposed to Live Without You" (1983年)
- "Deep in the Dark" (1983年)
- 「セルフ・コントロール」 - "Self Control" (1984年)
- 「ラッキー・ワン」 - "The Lucky One" (1984年)
- 「ティ・アモ」 - "Ti Amo" (1984年)
- "Satisfaction" (1984年)
- "With Every Beat of My Heart" (1984年)
- 「スパニッシュ・エディ」 - "Spanish Eddie" (1985年)
- 「ホールド・ミー」 - "Hold Me" (1985年)
- "Maybe Tonight" (1985年)
- "I Found Someone" (1986年)
- 「シャタード・グラス」 - "Shattered Glass" (1987年)
- 「パワー・オブ・ラヴ」 - "Power of Love" (1987年)
- "Spirit of Love" (1987年)
- "Cry Wolf" (1988年)
- "Come into My Life" (1988年) ※with ジョー・エスポジト
- "Heart of Me" (1989年) ※with セローン
- 「月あかりに濡れて」 - "Moonlight on Water" (1990年)
- "Never in a Million Years" (1990年)
- "Turn the Beat Around" (1990年)
- 「トキオ」 - "Tokio" (1991年) ※東京ガスのガスルームエアコン「TOKIO」コマーシャルソング
- "It's Been Hard Enough Getting Over You" (1993年)
- "How Can I Help You Say Goodbye" (1994年)
- "Dim All the Lights" (1995年)
- "I Believe" (1995年)  ※with デビッド・ハッセルホフ